# 九垄地街道
九垄地街道，是中华人民共和国辽宁省营口市盖州市下辖的一个乡镇级行政单位。

## 行政区划
九垄地街道下辖以下地区：
东达营村、正黄旗村、头台子村、九垄地村、联合村、厢红旗村、小营子村、正红旗村、仙人岛村和营口仙人岛能源化工区。